# Kim Sun-yong
Kim Sun-yong (koreanisch 김선영; * 26. Mai 1987 in Seoul) ist ein ehemaliger südkoreanischer Tennisspieler. Als Junior gewann er 2005 die Doppelkonkurrenz der Australian Open.

## Karriere
Kim spielte bis 2005 auf der ITF Junior Tour. Bei Grand-Slam-Turnieren war er besonders im letzten Jahr als Junior im Einzel erfolgreich. Er zog ins Endspiel bei den Australian Open ein, wo er Donald Young unterlag und erreichte das Halbfinale der US Open, als er gegen Ryan Sweeting ausschied. Im Doppel gewann er mit Yi Chu-huan die Australian Open und mit Jun Woong-sun den Osaka Mayor’s Cup. In der Jugend-Rangliste erreichte er Anfang 2005 die Spitze der Junioren-Rangliste.
Bei den Profis spielte Kim schon 2001 sein erstes Turnier, aber erst 2003 war er im Einzel und Doppel jeweils in den Top 1000 der Tennisweltrangliste platziert. 2005 zog er auf der drittklassigen ITF Future Tour das erste Mal ins Halbfinale ein, während er im Doppel in diesem Jahr erstmals ein Endspiel dort erreichte. 2006 wurde sein erfolgreichstes Profijahr. Im Einzel schaffte er das einzige Mal ein Endspiel auf der Future Tour zu erreichen – er verlor es – während er im Doppel vier Futures gewann. Auf der höher dotierten ATP Challenger Tour zog er zweimal ins Halbfinale ein, beide Male in Busan (I und II). Im Einzel stieg er bis Platz 660, während er im Doppel im Juli 2006 Rang 327 erreichte. Danach war er im Einzel 2009 und im Doppel 2007 noch in den Top 1000 notiert, allerdings ohne nennenswerte Erfolge. Er gewann im Doppel 2006 die Bronzemedaille bei den Asienspielen sowie 2007 bei der Sommer-Universiade. 2010 stellte er seine stetigen Turnierteilnahmen ein, ehe er von 2013 bis 2015 für einige Turniere zurückkehrte.
2005 und 2007 kam Kim für die südkoreanische Davis-Cup-Mannschaft zum Einsatz, für die er in drei Begegnungen eine Bilanz von 3:1 vorwies.